# أل هاريس
أل هاريس (بالإنجليزية: Al Harris) هو لاعب كرة قدم أمريكية أمريكي، ولد في 7 ديسمبر 1974 في بومبانو سيتي في الولايات المتحدة.

## وصلات خارجية
- أل هاريس على موقع مرجع كرة القدم المحترفة.كوم (الإنجليزية)